# Вангери
Вангери (рос. Вангеры) — гоночна рольова відеогра, розроблена російською компанією К-Д Лаб і випущена компанією Бука в 1998 році для Windows. За межами СНД видавалася під назвою Vangers: One For The Road. У 2014 році в Steam і GOG вийшло перевидання, що включає оновлену версію для Linux, macOS і Windows. Гра відома психоделічним стилем і сюжетом, великою кількістю вигаданих слів.

## Ігровий процес

Мехос прямує до цілі

Гравець виступає в ролі вангера — найманця, що подорожує різними світами, виконуючи отримані там завдання «табутаски». Вангер керує автомобілем «мехосом», оснащеним багажником, зброєю та іншими пристроями. Існує декілька видів мехосів, кожен з іншими швидкістю, прохідністю, міцністю, місткістю багажника, доступною зброєю та пристроями, і запасом повітря. Подорожі поверхнею світів відбуваються в перспективі з видом згори, керується мехос із клавіатури. Крім їздити, він здатен підстрибувати, щоб вибратися з непрохідної місцевості чи перетнути перешкоди. Про напрям і відстань до обраної цілі сигналізує значок у вигляді жука. Завдання можуть включати доставку товару чи пасажира, знищення певної кількості вказаних об'єктів, накопичення вказаної суми коштів, участь у перегонах. На заваді іноді стають інші вангери, здатні знищити мехос гравця чи відібрати вантаж. Також мехосу загрожують умови довкілля: вибухи мін чи вода, де мехос із часом тоне.
Загалом у грі 10 світів, об'єднаних у Ланцюг світів. Між ними можна переноситися спеціальними Коридорами, входи й виходи яких розташовані в певних місцях кожного світу. На телепортацію в інші світи витрачається заряд Спіралі, який поповнюється на зарядних станціях. Ємність спіралі залежить від типу мехоса. В кожного світу інше оформлення та ландшафт, утворений вокселями. Через вибухи чи інші чинники ландшафт змінюється: на ґрунті утворюються вирви, важкий мехос лишає сліди в піску, руйнує тонкі мости. В налаштуваннях гри можна вказати щоб усі зміни ландшафту зберігалися, в іншому разі коли покинути світ, ландшафт відновиться.
Три основних світи населять різні біоси — види розумних істот: еліподи, цикси та бібурати. В їхніх світах є міста — ескейви, де мешкають радники, від яких отримуються завдання. Також в ескейвах можна знайти магазини. Успішне виконання завдань і володіння певними предметами збільшують репутацію вангера. Що вища репутація, то прихильніше ставляться радники. Грошима слугують жуки біби, їх можна отримати як платню, торгівлею, або чавлячи їх на поверхні світів. Додатково біби слугують альтернативним засобом для придбання деяких предметів, отримання яких вимагає спеціальних умов. Кожен табутаск має час на виконання і якщо його не буде виконано, вангер зазнає якого-небудь покарання. Володіючи певними предметами, вангер опиняється під загрозою — його боятимуться чи зневажатимуть, а то й каратимуть.
Мережева гра пропонує змагання до 31-го гравця в трьох режимах:
- Ван-вар — учасники по одному або в складі команд змагаються в знищенні інших вангерів.
- Мехосома — учасники по одному або в складі команд змагаються в швидкості доставки вантажу. Вантаж в дорозі може бути перехоплений.
- Пассемблосс — заїзд крізь контрольні точки на час. Розташування точок наперед не відоме — учасники бачать лише наступну точку. Загинувши, вагнер відроджується в найближчому ескейві[4].

## Сюжет

### Передісторія
За приблизно тисячу років до подій гри, в кінці XX століття, людство розвинуло технології для подорожей в інші світи. Поєднавши науку з езотеричними знаннями, так звані Спірити ввійшли в контакт з невідомими силами, що дали їм знання для створення Коридорів. Нерозважливо кинувшись відкривати й колонізувати нові світи, люди втратили обережність. Через століття експансії вони зіткнулися з комахоподібною цивілізацією кріспо, котрі не розуміли людського індивідуалізму та спершу винищували їх для простого завоювання нових територій. Пізніше кріспо виявили, що людські тіла чудово придатні для вирощування їхніх личинок. Зазнавши поразки у війні з кріспо, люди відступили на Землю. Людство знищило Коридор на Землею, залишивши мільйони людей в інших світах. Залишені напризволяще, ті створили епідемію, що порушила генетичну структуру обох видів, зумовивши появу численних мутантів, названих Суп Істот.
Із Супу Істот вижили лише найпристосованіші істоти. Більш-менш подібні з них утворили біоси та стали відбудовувати цивілізацію, поєднуючи нервову систему людей (названих кріспо «софті») і тіла кріспо. Життєдіяльність біосів продовжили контролювати «ляльки» кріспо — істоти, що виробляють феромони. Життя біосів стало залежати від циклів, зумовлених впливом феромонів.

### Дія
Безіменний вангер починає кар'єру в світі Подіш, населеному схожими на гусінь еліподами. Їхній головний радник Липкий дає завдання, такі як добування бібів і торгівля флегмою — слизом, який еліподи регулярно споживають. Потім герой перемагає в перегонах під назвою Елірекція, за що отримує від Липкого ключ для подорожі у світ Глоркс, де можна відшукати нюху — речовину, котру лишають істоти «ляльки» і яка потрібна для контролю населення.
У Глорксі, населеному звіроподібними бібуратами, править Бюро на чолі з Буравчиком (у грі є натяки, що Бюро — це фікція, а Буравчик насправді єдиний правитель). Бюро забирає у вангера все майно та відправляє в трудове рабство. Тепер герой мусить возити для бібуратів товари, брати участь в перегонах за винагороду та збирати нюху. В Глорксі багато природних небезпек і вороже налаштованих вангерів. Тамтешні лідери можуть карати вангера за перевезення заборонених предметів — відбираючи добуте майно чи позбавляючи титулів. Буравчик регулярно вводить і скасовує якісь закони, Гиря придумує нові правила і типи перегонів, а Обурець вирощує жаблі — істот, які потім розкидають плоди ядробуси, потрібні для посилення бібуратів. Виконуючи їхні завдання, вангер завойовує авторитет, отримує право купити новий мехос і врешті збирає достатньо бібів, щоби викупити себе.
Вангер прибуває у світ Некросс, населений комахоподібними циксами. Тут його перетворюють на ідола, а потім він також потрапляє в рабство, або (якщо був досить наполегливий) здобуває повагу серед місцевих радників на чолі з Цифрою. Від циксів можна дізнатися, що вангери — це фактично те саме, що й мехоси. В мехосів немає водіїв, ці машини рухає якась сутність з-за меж відомих світів. Вигравши в перегонах під назвою Циклоп, або накопичивши достатньо бібів, вангер отримує ключ до світу Ікспло. Але цей світ виявляється пустельним, а вхід до тамтешнього ескейву закритий. Щоб відкрити його, вангеру належить спершу зібрати нюху, вироблювану ляльками, котрих тут одразу три. Відвізши нюху у відповідні світи, вангер отримує від Липкого ключ до світу Віксов, від Буравчика — до Кокса, а від Цифри — на Бузину і Арк-а-Зной. Також герой може спіймати ляльку та привезти її в цільовий світ, або виконати по 10 інших завдань.
У відкритих світах вангер збирає артефакти, що дають корисні можливості. Виконання додаткових завдань радників відкриває в артефактів по ще одній можливості. З-поміж них є і пристрій для вільних подорожей між світами, незалежно від заряду Спіралі та розташування Коридорів. Коли всі артефакти зібрано, героя впускають до ескейву на Ікспло, де перебуває радник Парафін. Він багато знає про влаштування світів і їх історію, але за інформацію вимагає аби вангер довів, що він «справжній вангер». Для цього потрібно зібрати власний мехос із деталей, розкиданих різними світами, або мати 500 тис. бібів. За це Парафін відкриває шлях на вулканічний світ Тріл.
Там вангер чує таємничий голос, власник якого представляється як Карман. Він радить убити всі 9 ляльок, щоб повалити владу радників, які є «стійкими аномаліями в зарезервованому шарі реальності». Від радників у різних світах можна дізнатися, що Карман — це представник Інферналів — істот, які прагнули знищити людей і створили вангерів аби потрапити на Землю. Парафін натомість радить заселити Віксов, Кокс, Бузину та Ар-ка-Зной жителями 7-ми ескейвів. За його версією, Інфернали маніпулювали людьми та кріспо, а сам він — один зі Спостерігачів. Дехто з радників вважає, що Парафін — це вцілілий Спірит.
Якщо вангер виконає завдання Кармана, всі світи занепадають, а інші вангери відкривають на нього полювання. Після цього герой отримує можливість для запечатання Парафіна, за що Карман дає ключ до світу Хмок. Завдання Парафіна виконати важче, за нього герой отримує здатність для запечатання Кармана і той самий ключ. Можна виконати й обидва завдання, здійснивши дії в певному порядку. Хмок — це відрізаний від решти світ, де знаходиться артефакт Спумія — мумія Спірита, що дає здатність до перевтілення. 
Парафін доручає вангеру вчинити самогубство, проте завдяки артефакту герой переноситься зі Хмока в Подіш. Тепер звідти відкривається шлях на Землю і вангер вирушає туди. Тоді до гравця звертаються Спостерігачі й повідомляють, що це була не просто гра. Помітивши самозародження вангерів, вони створили власного вангера для порятунку світів. З метою взаємодії з ним Спостерігачі взяли свідомість жителя минулого, зробивши так, щоб через гру гравець керував реальними подіями в майбутньому. Тепер, коли гра закінчується, вангер разом з іншими агентами Спостерігачів продовжить діяти самостійно.

## Саундтрек
Музичне оформлення гри було підготовлено Віктором «Ruber» Краснокутським (пізніше створив студію TriHorn Productions, і Андрієм «Krank» Кузьміним, надалі засновник і керівник компанії KranX Productions).
У 2007 році саундтрек був частково перезведений Віктором Краснокутським, в нього були додані нові треки і він опубліковано у вільному доступі на сайті game-ost.ru. На фізичному носії саундтрек не виходив.
| Vangers soundtrack Gold Edition | Vangers soundtrack Gold Edition | Vangers soundtrack Gold Edition |
| #                               | Назва                           | Тривалість                      |
| ------------------------------- | ------------------------------- | ------------------------------- |
| 1.                              | «Главная Тема»                  | 2:51                            |
| 2.                              | «Фострал»                       | 1:48                            |
| 3.                              | «Глоркс»                        | 2:09                            |
| 4.                              | «Некросс»                       | 3:59                            |
| 5.                              | «Икспло»                        | 2:11                            |
| 6.                              | «Секретные Миры»                | 3:03                            |
| 7.                              | «Тема Гибели»                   | 2:01                            |
| 8.                              | «Вангеры Навсегда»              | 2:32                            |
| 9.                              | «Инферналы»                     | 3:21                            |
| 10.                             | «Фострал 2000»                  | 3:02                            |
| 11.                             | «Безумство Некросса»            | 3:27                            |

## Оцінки й відгуки
Гра здобула доволі високі оцінки, проте критики були дуже неодностайні в них.
На думку IGN, у грі добре реалізована фізика, проте завдання одноманітні і впродовж проходження гравцям нічого відкривати, крім нових локацій, і вивчати сюжет. «Вангери — це продукт для тих, хто шукає чогось дивацького та неочікуваного, але їздіння та стрілянини недостатньо аби продертися крізь складний сюжет гри».
GamePro відгукнулися про Вангерів: «Розумно складена, наповнена головоломками, і виконана з прискіпливою деталізацією, це гарна розвага».
В той же час у відгуку GameSpot стверджувалося: «Вангери повинні вразити вас захопливими автомобільними боями, поступово просуваючи загальновизнано унікальний сюжет; натомість, вони набридають вам до смерті заплутаною історією, що забирає надто багато часу, щоб зрушити з місця, а геймплей вразить лише тих хто, ніколи раніше не грав у якісні ігри про водіння та стрільбу». Тож гра отримала оцінку 4.8/10.
Game Revolution було схвалено детальну воксельну графіку, але довгі діалоги, наповнені неологізмами, вказувались як головний недолік гри, що заважає головному, для чого гра очевидно створена — автомобільним боям. Підсумкова оцінка склала 0,5/5.
На сайті Absolute Games гра отримала статус «шедевр» і посіла 19-е місце з-поміж найкращих ігор 1998 року.
Rock Paper Shotgun у ретроогляді відзначалося, що гра має незручне керування. Особливо було підкреслено численні неологізми, що є як привабливою деталлю для одних гравців, так і підставою не грати у Вангерів для інших. Було високо оцінено зміну ландшафту залежно від сезонів і руйнувань. «Всього декілька ігор досі були настільки доречно, радісно дивні. Вангери не вибачаються за незрозумілість — насправді, коли спантеличення і є наміром, нісенітниця стає їх власною чеснотою».